# RTS 3 (Serbia)
RTS 3 es el tercer canal de televisión pública de Serbia, perteneciente a RTS. Se trata de un canal dedicado a la cultura y artes escénicas.

## Historia
El canal inició emisiones como RTS Digital el 26 de noviembre de 2008, coincidiendo con el lanzamiento de la televisión digital terrestre en Serbia.
Desde el 21 de marzo de 2012, el canal emite a través de DVB-T2.
El 8 de junio de 2015 el canal cambió su nombre a RTS 3 y adoptó su actual imagen corporativa.

## Programación
RTS 3 emite las 24 horas del día, de las cuales ocho son estrenos (de 16:00 a 00:00) y dos repeticiones (de 00:00 a 08:00 del día siguiente y de 08:00 a 16:00). Al ser un programa no comercial, no incluye bloques publicitarios en su parrilla.
El contenido musical representa anualmente entre el 65% y el 70% de la programación total. Concretamente, RTS 3 emite anualmente 4200 horas de programación musical (estrenos y repeticiones, nacionales e internacionales). De estas, 3000 horas corresponden a conciertos de todos los géneros, 660 horas a programas de música documental, 300 horas a ópera y 240 horas a ballet. La programación también incluye programas documentales, con unas 1560 horas anuales. Las series documentales representan unas 660 horas de programación, mientras que los programas individuales de contenido educativo, de viajes y etnológico suman otras 450 horas.
Se han destinado 450 horas de programación a contenidos culturales en el ámbito de las artes.
En el marco del programa cinematográfico se ofrecen anualmente aproximadamente 400 horas de contenidos cinematográficos seleccionados del ciclo de películas rusas y europeas, el ciclo de retrospectivas de autores de cine, así como series de producción francesa, rusa, inglesa y china. 250 horas están reservadas para la programación de dramas y series en el programa RTS 3.
Más del 50% del contenido transmitido es de producción nacional.